# Pirojpur

Pirojpur

Pirojpur (Bengaals পিরোজপুর) is een district (zilla) in het zuidwesten van Bangladesh. Het maakt deel uit van Barisal.

## Etymologie
Volgens de overlevering stierf de tweede zoon van Subedar Shah Shuja, Firoz Shah, in dit gebied, en het gebied werd vervolgens bekend als 'Firozpur'. Na verloop van tijd vervaagde de uitspraak 'Firozpur' langzaam tot 'Pirozpur' en later 'Pirojpur'.

## Geografie
Het grootste deel van het land is laaggelegen en de bodem is vruchtbaar. Er zijn kleine bossen. De regio Nesarabad in Pirojpur is bekend om haar zakencentrum en ook om de Sundori (een soort mangrove) die er groeit.

### Rivieren
De Baleshwar, de rivier die ten oosten van Sunder Bans ligt, splitst zich in twee delen, maar deze worden van dag tot dag kleiner en kleiner. De ene is bekend als de Doratana die door Bagerhat stroomt en de andere en machtigere is bekend als de Kacha die door Bhandaria stroomt. Dan is er een zijtak de Baleshwar die later samenvloeit met de Doratana en uitmondt in de Kaliganga nabij Mativanga, Najirpur. En de Kocha splitst zich in twee rivieren, de Kaliganga en de Sandha. De Kaliganga stroomt naar het noorden, komt samen met de Baleshwar en stroomt verder naar het noorden, terwijl de Sandha naar het oosten stroomt, later samenkomt met de Arial Khan en in de Meghna stort.